# Apple Developer
Apple Developer (раніше Apple Developer Connection) — вебсайт Apple Inc. для засобів розробки програмного забезпечення, інтерфейсів прикладного програмування (API) та технічних ресурсів. Він містить ресурси для допомоги розробникам програмного забезпечення написати програмне забезпечення для MacOS, прошивки для платформ iPadOS, watchOS і tvOS.
Додатки створюються в Xcode або інколи використовуються інші підтримувані сторонні програми. Потім програми можна надіслати до App Store Connect (раніше iTunes Connect), іншого вебсайту Apple, на затвердження внутрішньої групи з перевірки. Після затвердження їх можна розповсюджувати загальнодоступно через відповідні магазини додатків, тобто App Store (iOS) для додатків iOS та iPadOS, магазин програм iMessage для додатків Messages та додатків наклейок, App Store (tvOS) для додатків Apple TV, магазин додатків watchOS для додатків Apple Watch з watchOS 6 та новіших версій, а також через App Store (iOS) для попередніх версій watchOS. Програми macOS є вагомим винятком з цього, оскільки їх можна поширювати аналогічно через Apple App Store або самостійно у Всесвітній павутині.

## Витоки програмного забезпечення
Через програму попереднього випуску було кілька витоків секретного програмного забезпечення Apple, зокрема, витікання Mac OS X 10.4 Tiger, в якому Apple подала до суду на трьох чоловіків, які нібито отримали попередні копії попередніх версій Mac OS X 10.4 із сайту та передали його в BitTorrent.
Також кілька разів просочувалися OS X Lion, OS X Mountain Lion та OS X Mavericks. Однак для боротьби з цією проблемою Apple встановила систему попереджень у збірках попереднього перегляду, попереджаючи їх, якщо вони були завантажені тестером у систему BitTorrent.
[джерело?]

## Спроби злому
18 липня 2013 року зловмисник спробував отримати доступ до конфіденційної особистої інформації на серверах розробників Apple. Інформація була зашифрована, але Apple не могла гарантувати, що певна інформація про розробників могла бути доступною. Вебсайт розробника був знятий для "технічного обслуговування" в той четвер, і, як повідомлялося, він проходив технічне обслуговування до неділі, коли Apple розмістила на сайті повідомлення, що повідомляло користувачів про спробу злому. Вони заявили, що будуть відбудовувати свої сервери та систему розробників, щоб запобігти цьому в майбутньому. 